# Arcenillas
Arcenillas település Spanyolországban,  Zamora tartományban. Arcenillas Zamora, Villaralbo, Moraleja del Vino, Casaseca de las Chanas és Morales del Vino községekkel határos. Lakosainak száma 448 fő (2024).

## Népesség
A település lakosságának változását az alábbi diagram mutatja:
| Lakosok száma | 304  | 309  | 318  | 356  | 406  | 406  | 413  | 420  | 447  | 448  |
|               | 2001 | 2004 | 2007 | 2009 | 2012 | 2014 | 2017 | 2019 | 2022 | 2024 |